# Skärifjärden
Skärifjärden är en fjärd i Finland. Den ligger i kommunen Vasa i landskapet Österbotten, i den västra delen av landet, 400 km nordväst om huvudstaden Helsingfors. 
Skärifjärden ligger mellan ön Byön i väster och halvön Kanten och skären Kantörarna i öster. I norr ansluter den till Granöströmmen vid Stavas Svedjeskäret och i söder till Kantfjärden.